# Wolfgang Windgassen

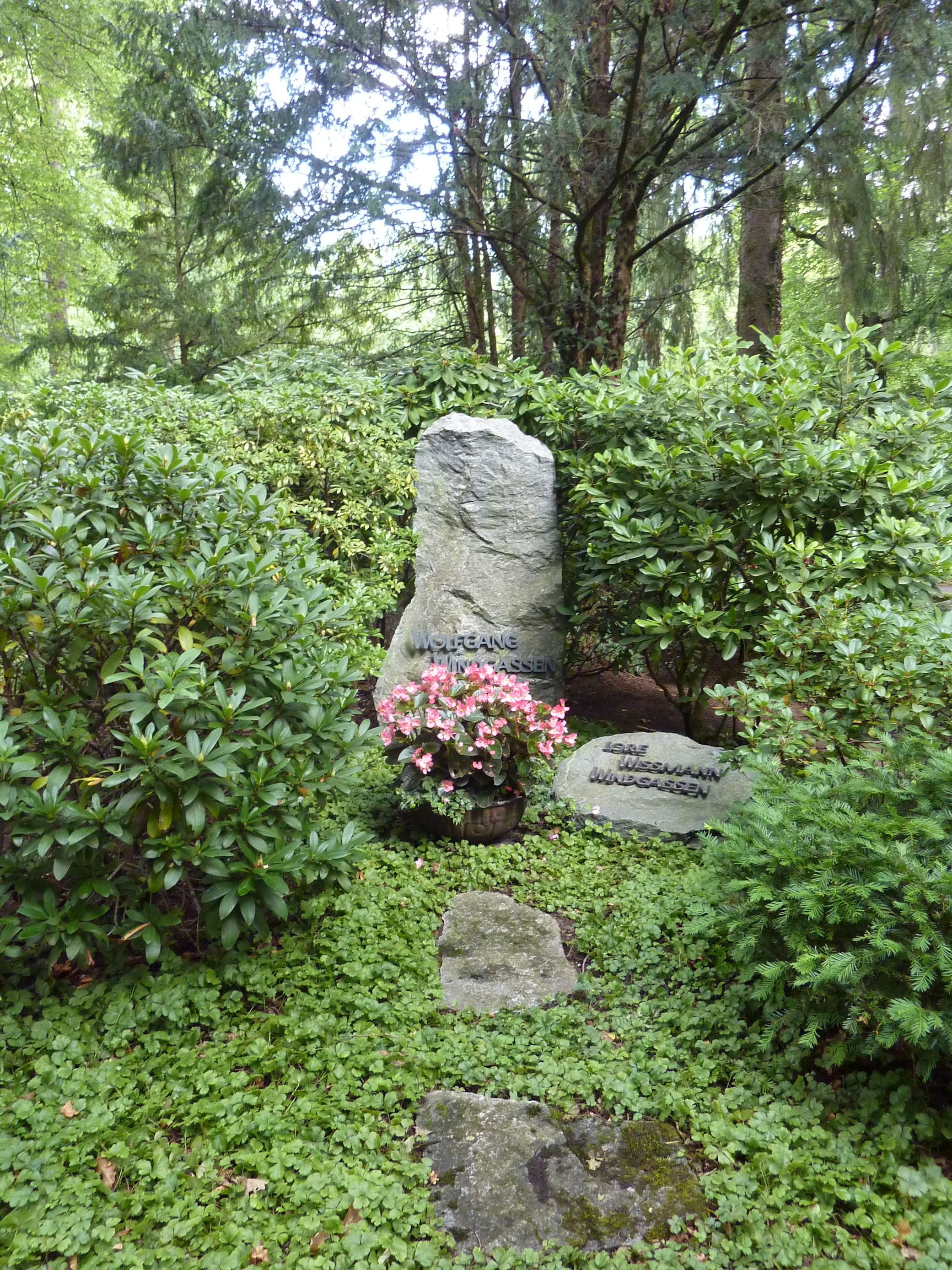
Graf van Wolfgang Windgassen

Wolfgang Windgassen (Annemasse (Haute-Savoie), 26 juni 1914 – Stuttgart, 8 september 1974) was een Duits klassiek geschoold zanger (heldentenor).
Windgassen studeerde eerst bij zijn vader Fritz Windgassen en daarna aan de Hochschule für Musik in Stuttgart. Zijn operadebuut was in 1945 aan de Staatsoper aldaar, in 1951 was hij permanent lid van dat ensemble. Samen met Wieland Wagner, de kleinzoon van Richard Wagner met wie hij vaak samenwerkte, blies hij na de Tweede Wereldoorlog De Bayreuther Festspiele nieuw leven in.
Hij was een wereldberoemd Wagnervertolker en trad vanaf 1951 tot 1971 regelmatig op bij de Bayreuther Festspiele. Van 1955 tot 1966 was hij een graag geziene zanger bij Covent Garden, ook weer in rollen van Wagner.
Hij zong ook talrijke gastrollen bij gerenommeerde operahuizen in Europa (onder andere Barcelona, Milaan, Parijs en Wenen), in Zuid-Amerika (Buenos Aires) en in de Verenigde Staten (de Metropolitan Opera in New York, en San Francisco).
In 1970 werd hij benoemd tot directeur van de Opera in Stuttgart.

## Films
- 1972: Die Fledermaus
- 1973: Schwarzwaldmädel

## Discografie
Selectie, tenzij anders vermeld, dit zijn volledige opnamen:
Een overzicht van de veelzijdigheid van de artiest is te vinden op de cd
- Windgassen – Ein Sängerporträt. Opnamen 1950 tot 1958. Dir.: Ferdinand Leitner e.a. (Uracant in samenwerking met SWR).
- Florestan in Ludwig van Beethoven: Fidelio. Wenen 1953. Dir.: Wilhelm Furtwängler (EMI).
- Florestan in Ludwig van Beethoven: Fidelio. Wenen 1953. Dir.: Herbert von Karajan (Walhall).
- Otello in Giuseppe Verdi: Otello (Querschnitt) 1953. Dir.: Otto Gerdes (Deutsche Grammophon).
- Galba in Eugen d’Albert: Die toten Augen. Stuttgart 1951. Dir.: Walter Born (Myto Records).
- Aegisth in Richard Strauss: Elektra (HRE).
- Gerard in Carl Maria von Weber: Euryanthe. Stuttgart Oper live 8 januari 1954 Dir.: Ferdinand Leitner (Walhall).

Werken van Richard Wagner:
- Rienzi in Rienzi 1957. Dir.: Lovro von Matacic (Living Stage).
- Erik in Der Fliegende Holländer 1953. Dir.: Ferenc Fricsay, (Deutsche Grammophon); Bayreuth 1955. Dir.: Hans Knappertsbusch (Melodram).
- Tannhäuser in Tannhäuser. Bayreuth 1955. Dir.: André Cluytens (Walhall).
- Tannhäuser in Tannhäuser. Bayreuth 1962. Dir.: Wolfgang Sawallisch (Philips).
- Lohengrin in Lohengrin. Bayreuth 1953. Dir.: Joseph Keilberth (Teldec).
- Walther von Stolzing in Die Meistersinger von Nürnberg (Ausschnitte) 1952. Dir.: Ferdinand Leitner u. a.
- Walther von Stolzing, Bayreuth 1956 Dir.: André Cluytens (Music and Arts); Bayreuth 1960, Dir.: Hans Knappertsbusch (melodrama).
- Tristan in Tristan und Isolde. Bayreuth 1966, Dir.: Karl Böhm (Deutsche Grammophon).
- Tristan, Staatsoper Stuttgart 1973, Dir.: Carlos Kleiber (Living Stage).
- Tristan (scenes). Dir.: Hermann Weigert, Ferdinand Leitner.
- Parsifal in Parsifal. Bayreuth 1951 (Teldec), Bayreuth 1952 (Archipel records), Bayreuth 1954 (melodrama), Dir.: Hans Knappertsbusch

Der Ring des Nibelungen:
- Siegmund in Die Walküre. Stuttgart 1951 (nur 1. Aufzug). Dir.: Ferdinand Leitner (Deutsche Grammophon).
- Loge in Das Rheingold. NDR Hamburg 1952. Dir.: Wilhelm Schüchter (Gebhardt).
- Loge in Das Rheingold, Siegmund in Die Walküre. RAI Roma 1953, Dir.: Wilhelm Furtwängler (EMI, Gebhardt).
- Siegfried in Siegfried und Götterdämmerung. Bayreuth 1953, Dir.: Clemens Krauss. (Archipel)
- Siegfried in Siegfried und Götterdämmerung. Bayreuth 1953, Dir.: Joseph Keilberth (Andromeda).
- Siegmund in Die Walküre. Bayreuth 1956. Dir.: Hans Knappertsbusch (Melodram).
- Siegfried in Siegfried und Götterdämmerung. Bayreuth 1955 (stereo!), Dir.: Joseph Keilberth (Decca/Testament).
- Siegfried in Siegfried und Götterdämmerung. Bayreuth 1956 und 1958, Dir.: Hans Knappertsbusch (Melodram).
- Siegfried in Götterdämmerung. Bayreuth 1957, Dir.: Hans Knappertsbusch (Melodram).
- Siegfried in Siegfried (1962) en Götterdämmerung (1964). Dir.: Georg Solti (Decca).
- Loge in Rheingold, Siegfried in Siegfried und Götterdämmerung. Bayreuth 1967, Dir.: Karl Böhm (Philips).